# AMD-Radeon-Vega-Serie

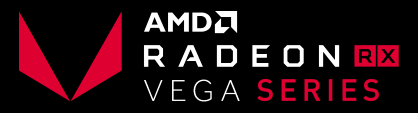
Logo der AMD-Radeon-Vega-Serie

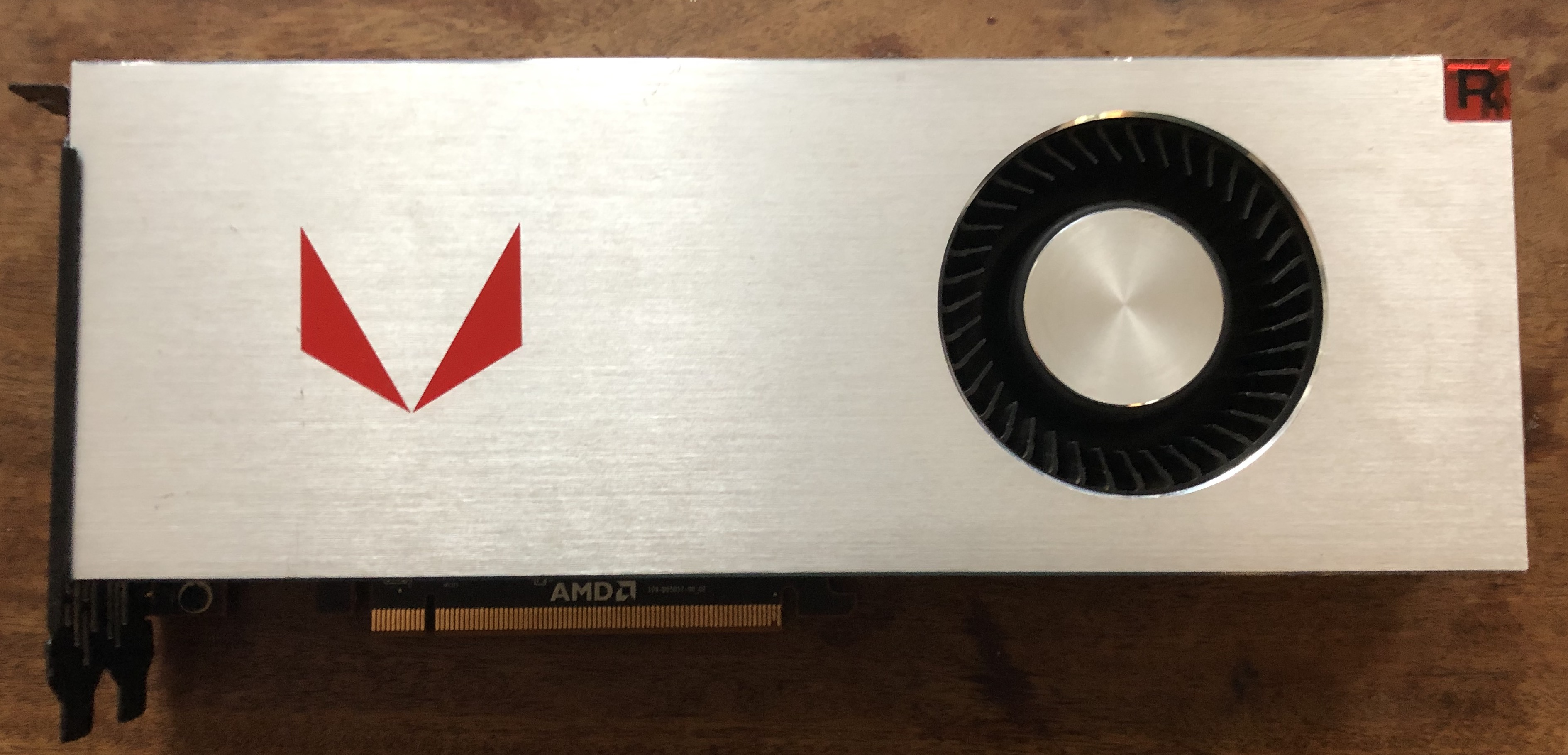
Vega 64 Limited Edition (Vorderseite)

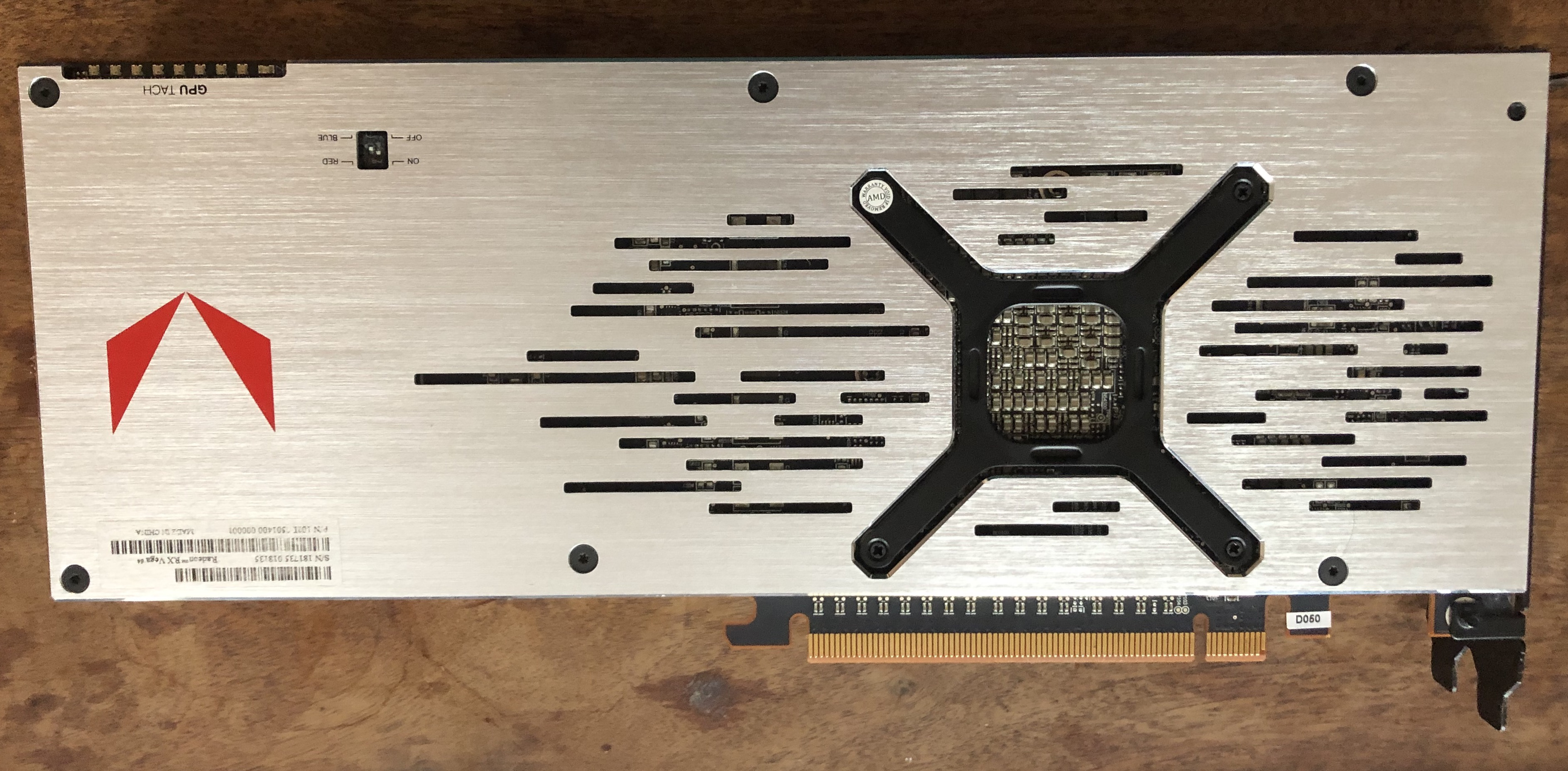
Vega 64 (Limited-Edition) (Rückseite)

Die Radeon-Vega-Serie ist eine Serie von Grafikkarten der Firma AMD. Ursprünglich war die Vega-Serie als Nachfolgegeneration der Radeon-500-Serie geplant und sollte diese in allen Marktsegmenten ersetzen. Allerdings erreichte nur die High-End-GPU Vega 10 im Sommer 2017 den Markt. Die in früheren Roadmaps von AMD für Mainstream- und Low-Cost-Sektor aufgeführten Grafikprozessoren Vega 11 und Vega 12 erreichten dagegen nie die Serienreife, weshalb diese Marktsegmente weiterhin von der Radeon-500-Serie bedient wurden. Der AMD-Radeon-Vega-Serie folgt die AMD-Radeon-5000-Serie.

## Beschreibung
Am 31. Juli 2017 stellte AMD mit der Radeon RX Vega 56 sowie den drei Varianten der Radeon RX Vega 64 die ersten Modelle der Vega-Serie vor und kündigte deren Launch offiziell für den 14. August an. Die Generation verwendet die GCN-Architektur erstmals in der 5. Ausbaustufe (fälschlicherweise häufig auch als Vega-Architektur bezeichnet).
AMD veränderte die Namensgebung für die Vega-Serie. Statt die Modelle wie bisher hinter dem Kürzel RX nach einer dreistelligen Nummer einzuordnen, verwendet AMD nun die Generationsbezeichnung auch im Verkaufsnamen und ergänzt diesen mit der Anzahl an aktiven Shaderclustern (von AMD als Next-Gen Compute Engine bzw. NCU bezeichnet). Für eventuelle genauere Einordnungen greift man auf spezielle Bezeichnungen zurück, wie zum Beispiel AMD Radeon RX Vega 64 Limited Edition.
Der erste Grafikprozessor der „Vega-Architektur“ ist Vega 10, sie wird im 14-nm-LPP-Prozess (14-nm-Low-Power-Performance) von GlobalFoundries gefertigt und ermöglicht eine Packdichte von 25,72 Mio. Transistoren/mm². Der Chip ist laut AMD für höhere Taktraten im Vergleich zu GPUs im 28-nm-Prozess ausgelegt. Bei der Radeon RX Vega 64 Liquid Cooled werden 1677 MHz statt 1050 MHz der FuryX erreicht, was einer Steigerung von rund 60 Prozent entspricht. Der Vollausbau besitzt 4096 Shader- und 256 Textureinheiten in 64 Clustern, was eine maximale Rechenleistung von 13,7 Teraflops in einfacher Präzision (fp32) entspricht. Dank der Weiterentwicklung der Compute Engine zur NCU kann Vega nun mit doppelter Geschwindigkeit Berechnungen mit halber Präzision durchführen (27,4 Teraflops @FP16). AMD nennt es auch Rapid Packed Math. Spiele, die dieses Feature nutzen, sind Far Cry 5 und Wolfenstein 2. Das Speicherinterface ist 2048 bit breit und ist durch die Infinity Fabric an zwei HBM2-Stacks mit einer Geschwindigkeit von 483,8 GB/s verbunden. Die beschnittene Version nennt sich RX Vega 56 mit 3584 Shader- und 224 Textureinheiten in 56 Clustern sowie 410 GB/s Bandbreite.
Im Vergleich zur Radeon R9 Fury bzw. Fury X der Radeon-R300-Serie hat sich der L2-Cache von Vega 10 auf 4 MB verdoppelt und ist in der Hierarchie anders geordnet, wobei die Kohärenz zwischen L1 und L2-Cache eine zentrale Rolle spielt. Eine zusätzliche Cache-Ebene ermöglicht der neu implementierte HBCC (High-Bandwith Cache Controller) beispielsweise in der Radeon Pro SSG 16 GByte mit integrierten 2 Terabyte SSD-Grafikspeicher. Die Vega-Architektur hat in dieser Form die modernste Speichertechnologie und erlaubt bis dato als einzige GPU die Wiedergabe von unkomprimierten 8K-Videoinhalten. Der HBCC ist standardmäßig im Treiber deaktiviert und zeigt bei Aktivierung in Spielen einen Leistungszuwachs von bis zu 14 %. Nur einer der Gründe wieso AMD mit der Meme „AMD Fine Wine“ spielt. Auch das Zusammenspiel der Infinity Fabric als multiple-zentrale Brückenverbindung zwischen hauseigenen GPUs und CPUs soll in Zukunft eine noch größere Rolle spielen.

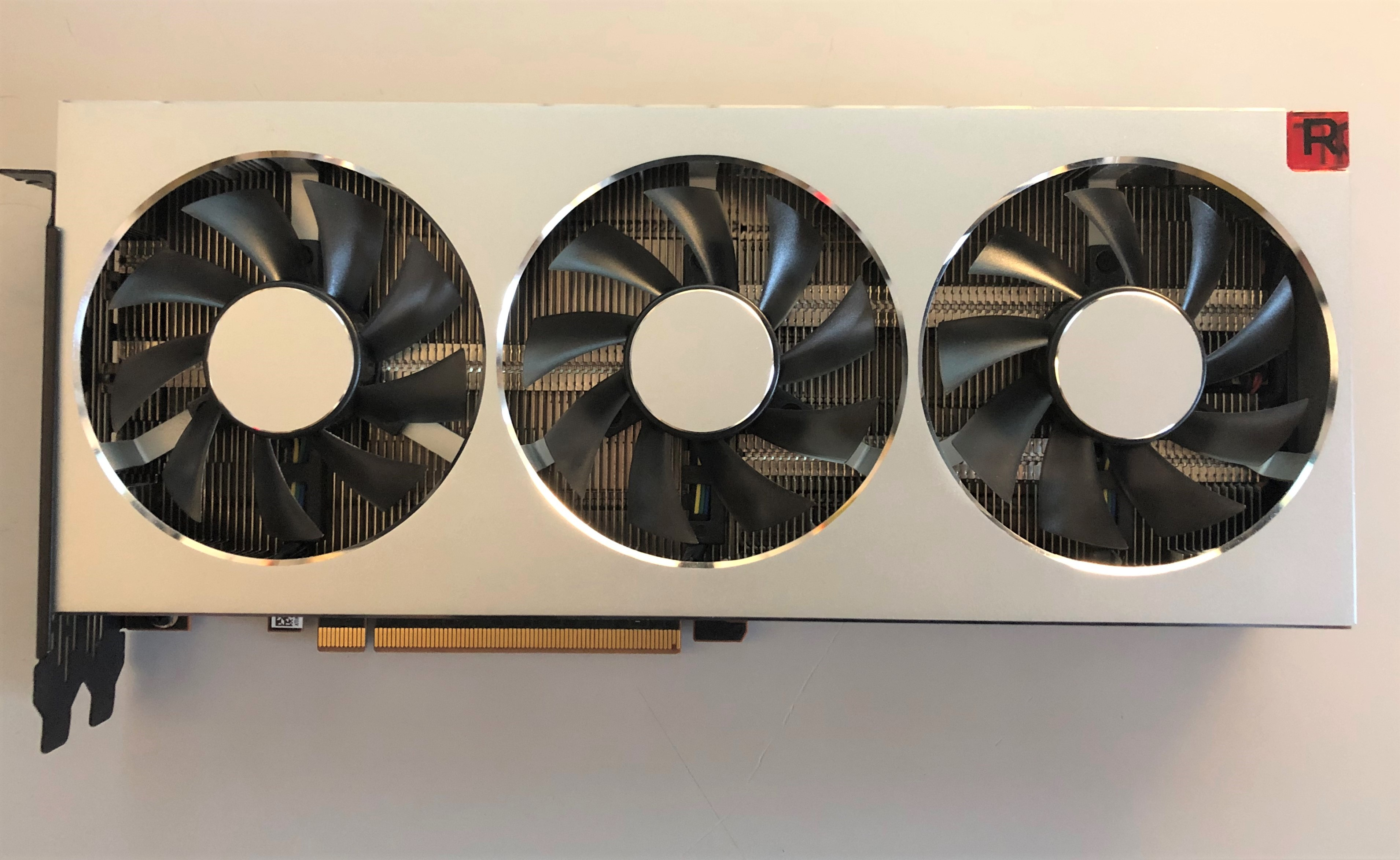
Radeon-VII-AMD-Referenzdesign

Als Höhepunkt der Vega-Architektur präsentierte Lisa Su auf der Computex 2018 die weltweit erste 7-nm-GPU im Gewand von „Radeon Instinct Vega 7 nm“ mit 32 GByte HBM2-Speicher. Der Codename lautet Vega 20 und ist speziell für Server und Workstations ausgelegt. Zeitgleich, still und leise wurde die Radeon RX Vega 56 Nano, eine Ultrakompaktversion von Vega 10 in den Handel geschickt. Die Auflage erscheint sehr gering und einziger Partner ist TUL PowerColor. Auf der CES im Januar 2019 präsentierte AMD mit der Radeon VII schließlich noch eine Gaming-Grafikkarte mit dem Vega-20-Grafikprozessor.
Apple stellte am 3. Juni 2019 die 3. Generation des Mac Pro mit zwei aufpreispflichtigen Grafikkarten auf Basis des Vega 20 Chips vor. Während die Spezifikation der Radeon Pro Vega II weitgehend denen der Radeon Pro VII bzw. Radeon Instinct MI60 entsprachen, wurde die Radeon Pro Vega II Duo mit zwei mittels Infinity Fabric Link auf einer Platine verbundenen Vega 20 Chips ausschließlich von Apple angeboten. Zudem konnten jeweils zwei der Grafikkarten mittels einer von außen angebrachten Infinity Fabric Link-Bridge miteinander verbunden werden, so dass bis zu vier Vega 20 Chips in einem System kombinierbar waren. Die Grafikkarten kommunizierten zwar mittels PCIe 3.0 mit dem Restsystem, waren jedoch mechanisch nur im Mac Pro von 2019 nutzbar. Apple entwickelte für die Stromzufuhr zu den Grafikkarten einen Steckverbinder auf dem Mainboard, so dass separat an der Grafikkarte anzuschließende Stromkabel entfallen konnten. Abweichungen gab es auch bei den Anschlüssen für Monitore. Apple setzte einen HDMI- und vier Thunderbolt-3-Anschlüsse ein.
AMD „Vega“ gilt als eine der am besten gepflegte Architekturen der jüngeren Grafikkartengeschichte und hat den Grundstein für HDR-Darstellungen, HPC-Computing, Maschine Learning gelegt. AMD unterstützt die hauseigene Architektur auch noch im Jahr 2024 mit WHQL-zertifizierten Treibern für den reibungslosen Betrieb. Entgegen der allgemeinen und oftmals falschen Meinung und den veralteten Test aus 2017, ist RX Vega 64 (56) absolut zukunftstauglich und erreicht in modernen Spielen wie Cyberpunk 2077 Taktraten jenseits von 1,7Ghz in flüssigen Bildraten oberhalb von 60 Bildern pro Sekunde und in hoher bzw. höchster Qualität (FSR-Qualität). Auch neueste Techniken wie FSR3 inklusive AMD’s Frame Generation, AMD’s Fluid Motion Frames (AFMF), HYPR-RX zur Beschleunigung und zur Erhöhung der flüssigen Bewegung (Fluidität) innerhalb des Spiels. HDR-Rendering in 10 bit Farbtiefe pro Farbkanal ohne Unterabtastung und ohne Leistungsverluste beherrscht Vega in Perfektion.

## Datenübersicht

### Grafikprozessoren
| Grafik- chip | Archi- tektur | Fertigung | Fertigung      | Fertigung   | Einheiten          | Einheiten | Einheiten           | Einheiten       | Einheiten         | L2- Cache | API-Support | API-Support | API-Support | API-Support | Video- pro- zessor | Bus- Schnitt- stelle |
| Grafik- chip | Archi- tektur | Pro- zess | Transi- storen | Die- Fläche | ROP- Parti- tionen | ROPs      | Unified-Shader      | Unified-Shader  | Textur- einheiten | L2- Cache | DirectX     | OpenGL      | OpenCL      | Vulkan      | Video- pro- zessor | Bus- Schnitt- stelle |
| Grafik- chip | Archi- tektur | Pro- zess | Transi- storen | Die- Fläche | ROP- Parti- tionen | ROPs      | Stream- prozessoren | Shader- Cluster | Textur- einheiten | L2- Cache | DirectX     | OpenGL      | OpenCL      | Vulkan      | Video- pro- zessor | Bus- Schnitt- stelle |
| ------------ | ------------- | --------- | -------------- | ----------- | ------------------ | --------- | ------------------- | --------------- | ----------------- | --------- | ----------- | ----------- | ----------- | ----------- | ------------------ | -------------------- |
| Vega 10      | GCN 5         | 14 nm     | 12,5 Mrd.      | 495 mm²     | k. A.              | 64        | 4096                | 64              | 256               | 4.096 kB  | 12.1        | 4.6+        | 2.0+        | 1.2         | UVD 7.0            | PCIe 3.0             |
| Vega 20      | GCN 5         | 7 nm      | 13,28 Mrd.     | 331 mm²     | k. A.              | 64        | 4096                | 64              | 256               | 4.096 kB  | 12.1        | 4.6+        | 2.0+        | 1.2         | UVD 7.2            | PCIe 3.0/4.0         |

### Desktop-Modelldaten
| Modell                          | Offizieller Launch | Grafikprozessor (GPU) | Grafikprozessor (GPU) | Grafikprozessor (GPU) | Grafikprozessor (GPU) | Grafikprozessor (GPU) | Grafikprozessor (GPU) | Grafikprozessor (GPU) | Grafikspeicher  | Grafikspeicher | Grafikspeicher      | Leistungsdaten             | Leistungsdaten             | Leistungsdaten | Leistungsdaten | Leistungsdaten       | Leistungsaufnahme | Leistungsaufnahme | Leistungsaufnahme |
| Modell                          | Offizieller Launch | Typ                   | Aktive Einheiten      | Aktive Einheiten      | Aktive Einheiten      | Aktive Einheiten      | Chiptakt              | Chiptakt              | Speicher- größe | Speicher- takt | Speicher- interface | Rechenleistung (in GFlops) | Rechenleistung (in GFlops) | Füllrate       | Füllrate       | Speicher- bandbreite | TBP               | Messwerte         | Messwerte         |
| Modell                          | Offizieller Launch | Typ                   | ROPs                  | Shader- Cluster       | ALUs                  | Textur- einheiten     | Standard              | Boost                 | Speicher- größe | Speicher- takt | Speicher- interface | 32 bit (MAD)               | 64 bit (FMA)               | Pixel (GP/s)   | Texel (GT/s)   | Speicher- bandbreite | TBP               | Idle              | 3D- Last          |
| ------------------------------- | ------------------ | --------------------- | --------------------- | --------------------- | --------------------- | --------------------- | --------------------- | --------------------- | --------------- | -------------- | ------------------- | -------------------------- | -------------------------- | -------------- | -------------- | -------------------- | ----------------- | ----------------- | ----------------- |
| Radeon RX Vega 56               | 14. Aug. 2017      | Vega 10               | 64                    | 56                    | 3584                  | 224                   | 1156 MHz              | 1471 MHz              | 08 GB HBM2      | 800 MHz        | 2048 Bit            | 10547                      | 656                        | 094,1          | 329,5          | 409,6 GB/s           | 210 W             | 14 W              | 226 W             |
| Radeon RX Vega 64               | 14. Aug. 2017      | Vega 10               | 64                    | 64                    | 4096                  | 256                   | 1247 MHz              | 1548 MHz              | 08 GB HBM2      | 945 MHz        | 2048 Bit            | 12664                      | 791                        | 098,9          | 395,8          | 483,8 GB/s           | 295 W             | 14 W              | 291 W             |
| Radeon RX Vega 64 Liquid Cooled | 14. Aug. 2017      | Vega 10               | 64                    | 64                    | 4096                  | 256                   | 1406 MHz              | 1677 MHz              | 08 GB HBM2      | 945 MHz        | 2048 Bit            | 13738                      | 856                        | 107,3          | 429,3          | 483,8 GB/s           | 345 W             | k. A.             | k. A.             |
| Radeon Vega Frontier Edition    | 27. Jul. 2017      | Vega 10               | 64                    | 64                    | 4096                  | 256                   | 1382 MHz              | 1600 MHz              | 16 GB HBM2      | 945 MHz        | 2048 Bit            | 13107                      | 819                        | 102,4          | 409,6          | 483,8 GB/s           | 300 W             | k. A.             | k. A.             |
| Radeon VII                      | 7. Feb. 2019       | Vega 20               | 64                    | 60                    | 3840                  | 240                   | 1450 MHz              | 1750 MHz              | 16 GB HBM2      | 1000 MHz       | 4096 Bit            | 13800                      | 3460                       | 115,3          | 432,2          | 1024 GB/s            | 300 W             | 12 W              | 289 W             |

### Workstation-Modelldaten
| (Apple) AMD Radeon Pro Vega II     | 3. Jun. 2019 | Vega 20    | 64    | 64    | 4096    | 256    |               | 1720 MHz | 32 GB HBM2 | 1000 MHz | 4096 Bit | 14100 |       | 110,1 | 440,3        | 1024 GB/s | 250 W |
| (Apple) AMD Radeon Pro Vega II Duo | 3. Jun. 2019 | 2× Vega 20 | 2× 64 | 2× 64 | 2× 4096 | 2× 256 | 2× 32 GB HBM2 | 1720 MHz | 28300      | 1000 MHz | 4096 Bit |       | 220,2 | 880,6 | 2× 1024 GB/s | 475 W     |       |

### Server-Modelldaten
| Modell                           | Offizieller Launch | Grafikprozessor (GPU) | Grafikprozessor (GPU) | Grafikprozessor (GPU) | Grafikprozessor (GPU) | Grafikprozessor (GPU) | Grafikspeicher  | Grafikspeicher | Grafikspeicher      | Leistungsdaten             | Leistungsdaten             | Leistungsaufnahme    | Leistungsaufnahme | Bus- Schnitt- stelle |
| Modell                           | Offizieller Launch | Typ                   | Aktive Einheiten      | Aktive Einheiten      | Chiptakt              | Chiptakt              | Speicher- größe | Speicher- takt | Speicher- interface | Rechenleistung (in GFlops) | Rechenleistung (in GFlops) | Speicher- bandbreite | TBP               | Bus- Schnitt- stelle |
| Modell                           | Offizieller Launch | Typ                   | CUs                   | ALUs                  | Standard              | Boost                 | Speicher- größe | Speicher- takt | Speicher- interface | 32 bit (MAD)               | 64 bit (FMA)               | Speicher- bandbreite | TBP               | Bus- Schnitt- stelle |
| -------------------------------- | ------------------ | --------------------- | --------------------- | --------------------- | --------------------- | --------------------- | --------------- | -------------- | ------------------- | -------------------------- | -------------------------- | -------------------- | ----------------- | -------------------- |
| AMD Radeon Instinct MI25         | 12. Dez. 2016      | Vega 10               | 64                    | 4096                  |                       |                       | 16 GB HBM2      | 968 MHz        | 2048 Bit            | 12290                      | 768                        | 484 GB/s             | 300 W             | PCIe 3.0 x16         |
| AMD Radeon Instinct MI50 (16 GB) | 06. Nov. 2018      | Vega 20               | 60                    | 3840                  |                       | 1725                  | 16 GB HBM2      | 1024 MHz       | 4096 Bit            | 13300                      | 6600                       | 1024 GB/s            | 300 W             | PCIe 4.0 x16         |
| AMD Radeon Instinct MI50 (32 GB) | 06. Nov. 2018      | Vega 20               | 60                    | 3840                  | 32 GB HBM2            | 1725                  |                 | 1024 MHz       | 4096 Bit            | 13300                      | 6600                       | 1024 GB/s            | 300 W             | PCIe 4.0 x16         |
| AMD Radeon Instinct MI60         | 06. Nov. 2018      | Vega 20               | 64                    | 4096                  | 32 GB HBM2            |                       | 1800            | 1024 MHz       | 4096 Bit            | 14700                      | 7400                       | 1024 GB/s            | 300 W             | PCIe 4.0 x16         |